# 에바: 위험한 관계
에바 : 위험한 관계(Eva)는 스페인에서 제작된 키케 마이요 감독의 2011년 드라마, 판타지 영화이다. 클라우디아 베가 등이 주연으로 출연하였고 토니 카리조사 등이 제작에 참여하였다.

## 출연

### 주연
- 클라우디아 베가
- 다니엘 브륄
- 알베르토 암만

### 조연
- 루이스 호마르
- 마르타 에투라

## 제작진
- 음향: 요르디 로시뇰 콜로메
- 음향: 오리올 타라고
- 음향: 마르크 오르츠
- 미술: 라이아 콜렛
- 시각효과: 하비에르 가르시아
- 시각효과: 루이스 카스텔스
- 분장: 콘차 로드리게즈
- 헤어: 지저스 마토스